# Iso Vehkajärvi
Iso Vehkajärvi är en sjö i kommunen Tavastehus i landskapet Egentliga Tavastland i Finland. Arean är 32 hektar och strandlinjen är 3,45 kilometer lång. Sjön  ingår i Kumo älvs huvudavrinningsområde.   Den ligger omkring 37 km nordöst om Tavastehus och omkring 110 km norr om Helsingfors. 